# Compendium musicæ
Compendium musicæ (« Abrégé de musique ») est un ouvrage de théorie musicale de René Descartes rédigé, en latin, en 1618.

## Historique
Première œuvre de Descartes, à l'origine non destinée à l'impression, c'est un mémoire sans doute commencé après le 10 novembre 1618, terminé le 31 décembre de la même année et adressé à Isaac Beeckman dont Descartes vient de faire la connaissance et avec qui il s'est lié d'amitié, à la condition qu'il le garde pour lui. De fait, en 1628 les deux hommes finiront par se brouiller et Descartes accusera avec violence son ancien ami de s'être approprié les théories exposées dans le Compendium. Cependant, la musique est un sujet sur lequel Descartes ne reviendra plus par la suite. Le Compendium musicæ est un des ouvrages de théorie musicale connu par Rameau avant que ce dernier ne commence à élaborer sa théorie de l'harmonie.
Le manuscrit d'origine a disparu, mais le texte en est connu, avec quelques variantes, grâce à différentes copies réalisées au cours du XVIIe siècle (copies de Middelburg, Leyde, Groningue, Londres, Bologne...) ainsi que par des éditions imprimées dont la première date de 1650, parue à Utrecht, suivie de celles publiées à Amsterdam (1656, 1683) puis à Francfort (1695). Assez rapidement, l'ouvrage connaît aussi des traductions : en anglais (1653), en flamand (1661) et en français (1668) pour les lecteurs ne maîtrisant pas suffisamment le latin qui est la  langue scientifique de l'époque.

## Plan de l'ouvrage
Cette section s'appuie sur l'édition de 1650
- HUIUS OBJECTUM EST SONUS (Son objet est le son)
- PRÆNOTANDA (Remarques préliminaires)
- DE NUMERO VEL TEMPORE IN SONIS OBSERVANDO (Du nombre ou temps qu'il faut observer dans les sons)
- DE SONORUM DIVERSITATE CIRCA ACUTUM & GRAVE (De la diversité des sons en ce qui concerne l'aigu et le grave)
  - DE CONSONANTIIS (Des consonances)
    - DE OCTAVA (De l'octave)
    - DE QUINTA (De la quinte)
    - DE QUARTA (De la quarte)
    - DE DITONO, TERTIA MINORE, & SEXTIS (Du diton, de la tierce mineure, et des sixtes)
    - DE GRADIBUS SIVE TONIS MUSICIS (Des degrés ou tons musicaux)

  - DE DISSONANTIIS (Des dissonances)
- DE RATIONE COMPONENDI ET MODIS (De la manière de composer et des modes)
- DE MODIS (Des modes)

## Contenu de l'exposé
Hujus objectum est sonus : Descartes y annonce que son texte ne s'attachera qu'aux caractères de durée et de hauteur (mathématiquement quantifiables) des sons, non de leurs timbres (car « cela regarde les physiciens »).
Prænotanda : au nombre de 8, ces remarques préalables sont des principes d'esthétique générale qui s'appliquent à tous les sens et aux rapports entre les plaisirs éprouvés et les objets qui causent ces plaisirs, Descartes y introduisant la prééminence des proportions arithmétiques.
De numero vel tempore in sonis observando : de façon inhabituelle, Descartes commence son exposé par un court chapitre sur la notion de mesure, la durée relative des sons et le rythme.
De sonorum diversitate circa acutum & grave : Descartes introduit les trois notions de consonance, de degré et de dissonance respectivement par les sons émis simultanément par divers corps sonores, ceux émis successivement par la même voix et ceux émis successivement par des voix ou corps sonores différents.
De consonantiis : L'unisson n'est pas une consonance, car « il n'y a en lui aucune différence des sons dans l'aigu et le grave ». Selon Descartes, « le son est au son comme la corde est à la corde » (i.e. les cordes qui émettent les sons), principe qui sera repris à l'identique par Rameau notamment, et qui fonde les consonances sur la division arithmétique de la corde sonore. Au passage est évoqué le phénomène de résonance de cordes plus courtes sollicitées par les vibrations de cordes plus longues.
De octava : l'octave est la première et la plus simple des consonances, c'est la plus facile à percevoir par l'oreille ; c'est aussi la seule qui peut être doublée sans perdre son caractère (par exemple, doubler une quinte en perd le caractère).
De quinta
De quarta
De ditono, tertia minore, & sextis
De gradibus sive tonis musicis
De dissonantiis
De ratione componendi et modis
De modis
(...)